# Médoc-Marathon

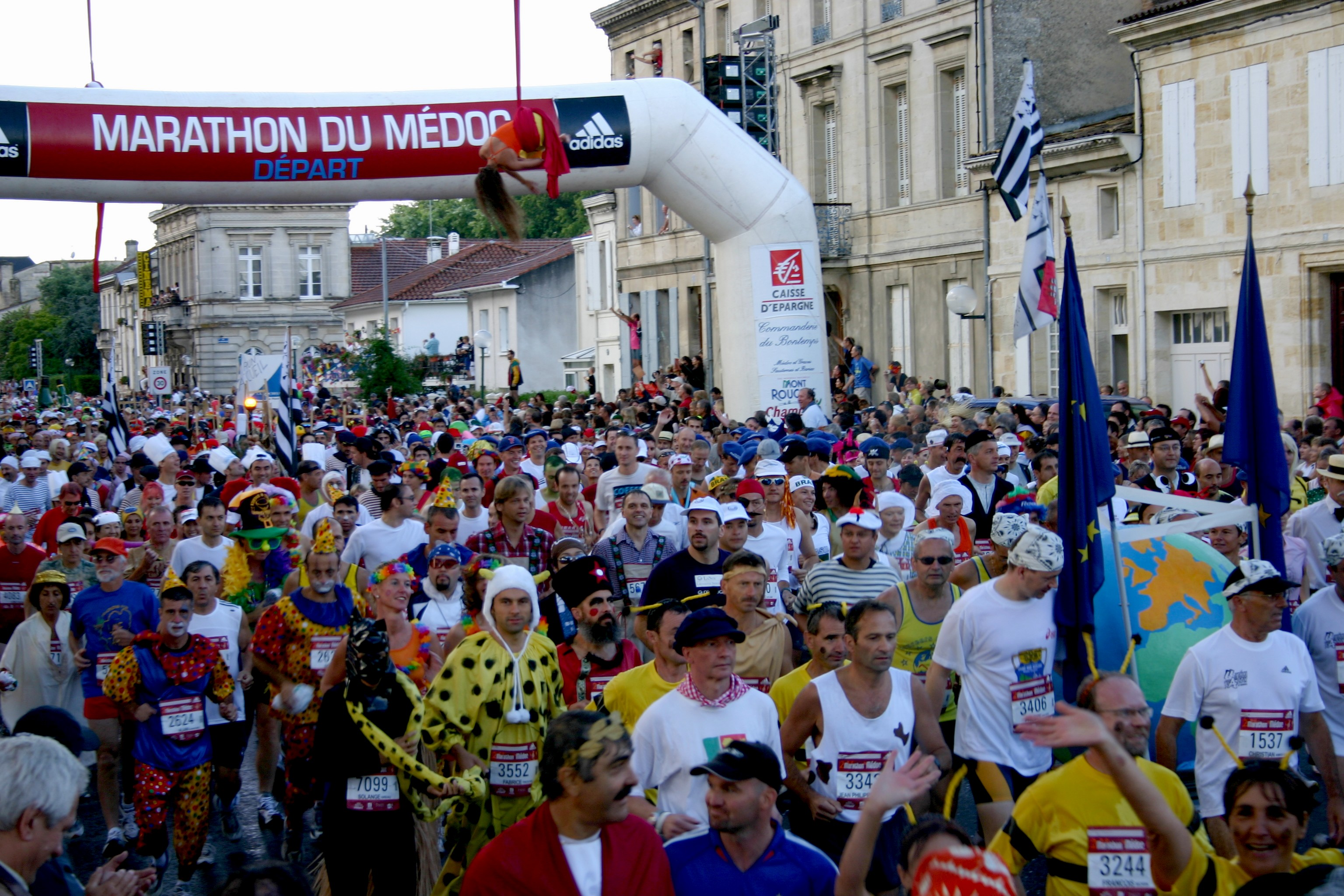
Marathonläufer in Pauillac

Der Médoc-Marathon (frz.: Marathon du Médoc, eigentlich im Original Marathon des Châteaux du Médoc) ist ein Marathonlauf in Pauillac.

## Beschreibung
Der Lauf  findet seit 1985 jährlich im September statt. Er wird von der Association pour le Marathon des Chateaux du Médoc (AMCM) veranstaltet.
Obwohl der Médoc-Marathon durchaus Wettkampfcharakter besitzt, schätzen die meisten Teilnehmer vielmehr die spezielle Erlebnisatmosphäre der Veranstaltung. Er ist vor allem bekannt dafür, dass an den Versorgungsständen Weinverkostungen stattfinden.
An vielen Stationen werden lokale Spezialitäten wie Käse, Cannelés Bordelais, Entrecôte, Tarte, Speiseeis, Wurst, Austern etc. gereicht. Außerdem tragen zahlreiche Teilnehmer während des Laufs ausgefallene Kostümierungen. Der Lauf findet jedes Jahr drei Wochen vor der Weinlese statt.

 
Die Strecke ist von der Oberfläche her unterschiedlich und nicht exakt vermessen. Im Jahre 2022 waren es 44 km. Sand, Kies, Asphalt und Schotter wechseln sich als Bodenbelag auf hügeligem Gelände öfter ab. Die Strecke führt teilweise direkt durch die Weingüter. Der Veranstalter nennt la santé (die Gesundheit), le sport (den Sport), la convivialité (die Gastlichkeit) und la fête (das Feiern) als die vier Grundpfeiler des Médoc-Marathons. Während des verlängerten Wochenendes finden viele Veranstaltungen rund um Pauillac statt und machen den Lauf zu einem Festival.

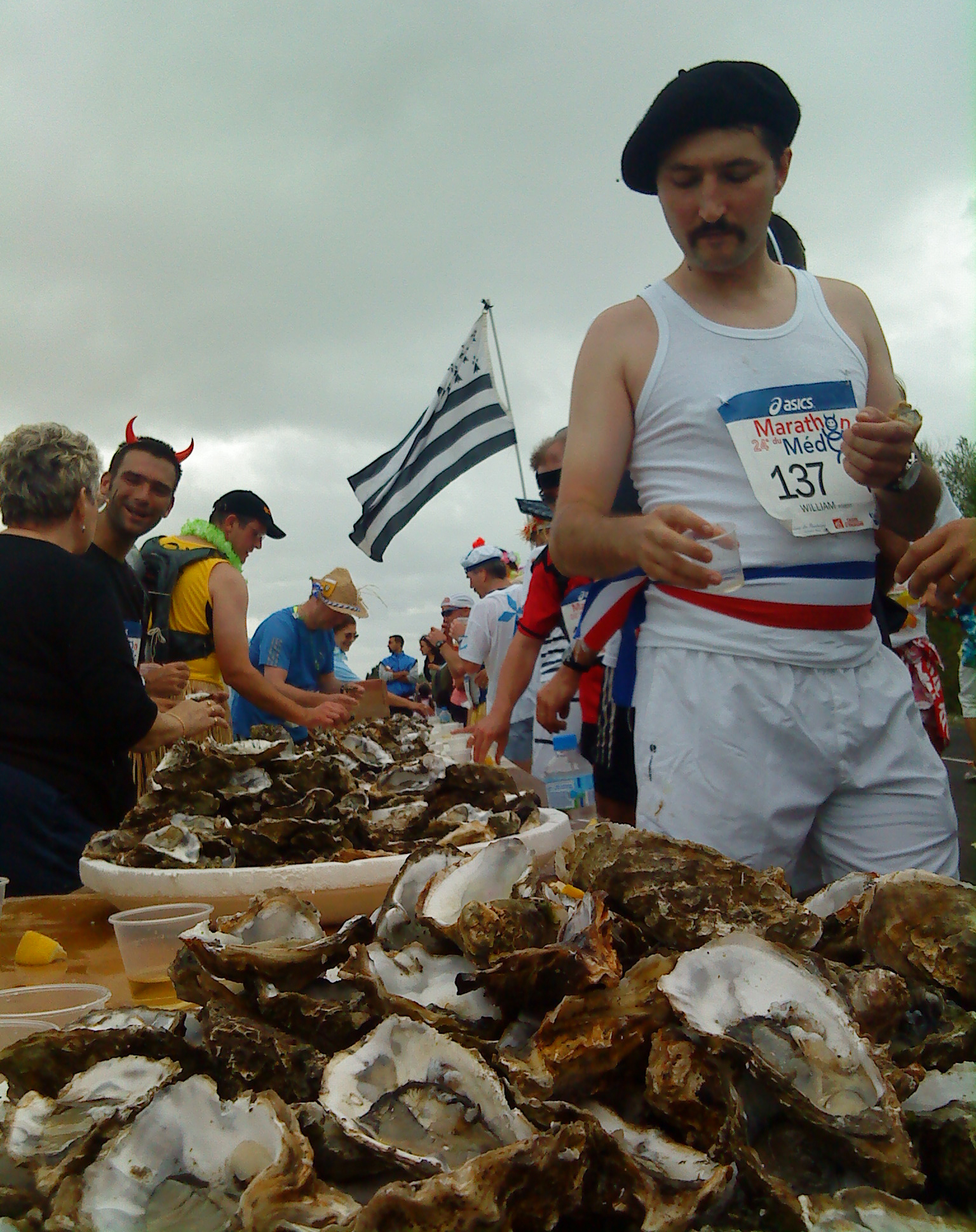
Austern zum 39. Kilometer des Marathon du Médoc

Trotz des speziellen Charakters des Marathons ist die Zielzeit ähnlich anderen Laufveranstaltungen auf 6:30 Stunden begrenzt. Die Veranstaltungen 2020 und 2021 wurden wegen Corona abgesagt.
Vom Start in Pauillac verläuft die Strecke zunächst auf der Departementsstraße D2 entlang der Gironde Richtung Süden durch die Gemeinde Saint-Julien-Beychevelle bis zum Château Le Bourdieu. Dann führt der Kurs in Richtung Westen auf die D206 und weiter nach Norden, teilweise wieder über die D2, bis nach Saint-Estèphe und von dort wieder zurück nach Pauillac. 
Entlang der Strecke liegen zahlreiche berühmte Weingüter der Region Médoc, so zum Beispiel die Châteaux Lafite-Rothschild, Latour und Mouton-Rothschild.

## Rekorde
Mit 15 Siegen sind Nathalie Vasseur bei den Frauen und Philipe Remond mit 10 Siegen bei den Männern die erfolgreichsten Teilnehmer.
Streckenrekorde
- Männer: 2:19:20, Sascha Lotow (RUS), 1992
- Frauen: 2:38:34, Joalsiae Llado (FRA), 1999

## Statistik

### Zieleinlauf 2019
8127 Läufer im Ziel

### Zieleinlauf 2017
5427 Läufer im Ziel, davon 2480 Frauen

### Siegerliste
| Jahr | Männer                   | Zeit (Std.)              | Frauen                   | Zeit (Std.)              |
| ---- | ------------------------ | ------------------------ | ------------------------ | ------------------------ |
| 2024 | Freddy Guimard -5-       | 2:28:46                  | Camille Thire-Monnier    | 2:55:52                  |
| 2023 | Freddy Guimard -4-       | 2:25:35                  | Anne-Lise Le Quere       | 3:00:52                  |
| 2022 | Freddy Guimard -3-       | 2:29:19                  | Sandra Gouault           | 3:10:12                  |
| 2021 | ausgefallen wegen Corona | ausgefallen wegen Corona | ausgefallen wegen Corona | ausgefallen wegen Corona |
| 2020 | ausgefallen wegen Corona | ausgefallen wegen Corona | ausgefallen wegen Corona | ausgefallen wegen Corona |
| 2019 | Freddy Guimard -2-       | 2:26:39                  | Nathalie Vasseur -15-    | 2:58:34                  |
| 2018 | Denis Mayaud             | 2:25:43                  | Raphaelle Jourdrin       | 2:58:52                  |
| 2017 | Thierry Guibault -6-     | 2:27:06                  | Noemie Claeyssens        | 2:55:57                  |
| 2016 | Freddy Guimard           | 2:25:44                  | Nathalie Vasseur -14-    | 2:57:06                  |
| 2015 | Thierry Guibault         | 2:26:41                  | Nathalie Vasseur -13-    | 2:53:27                  |
| 2014 | Thierry Guibault         | 2:28:41                  | Nathalie Vasseur -12-    | 2:53:41                  |
| 2013 | Thierry Guibault         | 2:26:50                  | Stephane Viaud Briand    | 2:54:31                  |
| 2012 | Thierry Guibault         | 2:28:46                  | Nathalie Vasseur -11-    | 2:54:36                  |
| 2011 | Thierry Guibault         | 2:28:19                  | Stephane Viaud Briand    | 2:50:12                  |
| 2010 | David Antoine -5-        | 2:28:15                  | Nathalie Vasseur -10-    | 2:54:29                  |
| 2009 | David Antoine -4-        | 2:25:31                  | Nathalie Vasseur -9-     | 2:49:50                  |
| 2008 | David Ramard (FRA)       | 2:23:50                  | Nathalie Vasseur -8-     | 2:54:25                  |
| 2007 | David Antoine -3-        | 2:27:29                  | Nathalie Vasseur -7-     | 2:49:22                  |
| 2006 | David Antoine -2-        | 2:28:07                  | Nathalie Vasseur -6-     | 2:58:22                  |
| 2005 | David Antoine (FRA)      | 2:24:55                  | Nathalie Vasseur -5-     | 2:52:48                  |
| 2004 | Philippe Remond -10-     | 2:30:29                  | Nathalie Vasseur -4-     | 2:54:26                  |
| 2003 | Philippe Remond -9-      | 2:32:52                  | Nathalie Vasseur -3-     | 2:56:27                  |
| 2002 | Philippe Remond -8-      | 2:33:57                  | Nathalie Vasseur -2-     | 2:52:36                  |
| 2001 | Philippe Remond -7-      | 2:31:20                  | Nathalie Vasseur (FRA)   | 2:55:34                  |
| 2000 | Philippe Remond -6-      | 2:20:15                  | Anne Dieltens -2-        | 2:59:31                  |
| 1999 | Mohamed Ezzher (FRA)     | 2:19:41                  | Joalsiae Llado (FRA)     | 2:38:34                  |
| 1998 | Philippe Remond -5-      | 2:24:17                  | Maria Rebelo (FRA)       | 2:51:13                  |
| 1997 | Philippe Remond -4-      | 2:27:36                  | Anne Dieltens (BEL)      | 2:51:13                  |
| 1996 | Philippe Remond -3-      | 2:26:55                  | Stéphanie Leroy -3-      | 2:57:38                  |
| 1995 | Philippe Remond -2-      | 2:20:07                  | Stéphanie Leroy -2-      | 2:56:00                  |
| 1994 | Mohamed Fettah (MAR)     | 2:28:24                  | Stéphanie Leroy (FRA)    | 2:54:08                  |
| 1993 | Philippe Remond (FRA)    | 2:21:56                  | Irène Castet (FRA)       | 2:54:30                  |
| 1992 | Sascha Lotow (RUS)       | 2:19:20                  | Olga Longinowa (RUS)     | 2:47:48                  |
| 1991 | Michel Latestere (FRA)   | 2:23:44                  | Véronique Monnier (FRA)  | 3:00:33                  |
| 1990 | Christian Soulard -2-    | 2:26:10                  | Christine Iwahashi (USA) | 2:50:26                  |
| 1989 | Dave Chairez (USA)       | 2:24:20                  | Ruth Vomund (USA)        | 2:54:55                  |
| 1988 | Christian Soulard (FRA)  | 2:23:53                  | Ann Trason (USA)         | 2:45:54                  |
| 1987 | Patrick Faugere (FRA)    | 2:35:59                  | Monique Exbrayat (FRA)   | 2:57:18                  |
| 1986 | Daniel Dumortier (FRA)   | 2:35:59                  | Jacqueline Ballard (FRA) | 3:29:22                  |
| 1985 | Bruno Schmitt (FRA)      | 2:29:53                  | Josette Guillemin (FRA)  | 3:26:27                  |

## Belege
1. ↑  Information sur le report de la 36° édition du Marathon des Châteaux du Médoc – #Saison 2. 2021. Auf MarathonDuMedoc.com (französisch und englisch), abgerufen am 17. September 2021.
2. ↑  https://www.sport-info.com/i_resultats.php?id=172